# Kožuchov
Kožuchov es un municipio del distrito de Trebišov en la región de Košice, Eslovaquia, con una población estimada a final del año 2024 de 171 habitantes.
Se encuentra ubicado al este de la región, en la cuenca hidrográfica del río Ondava (afluente del río Bodrog que, a su vez, lo es del Tisza), y cerca de la frontera con la región de Prešov y Hungría.

## Demografía
| Año        | 1994 | 2004    | 2014     | 2024     |
| ---------- | ---- | ------- | -------- | -------- |
| Población  | 231  | 236     | 203      | 171      |
| Diferencia |      | +2,16 % | −13,98 % | −15,76 % |

| Año        | 2023 | 2024    |
| ---------- | ---- | ------- |
| Población  | 173  | 171     |
| Diferencia |      | −1,15 % |